# Machgetal

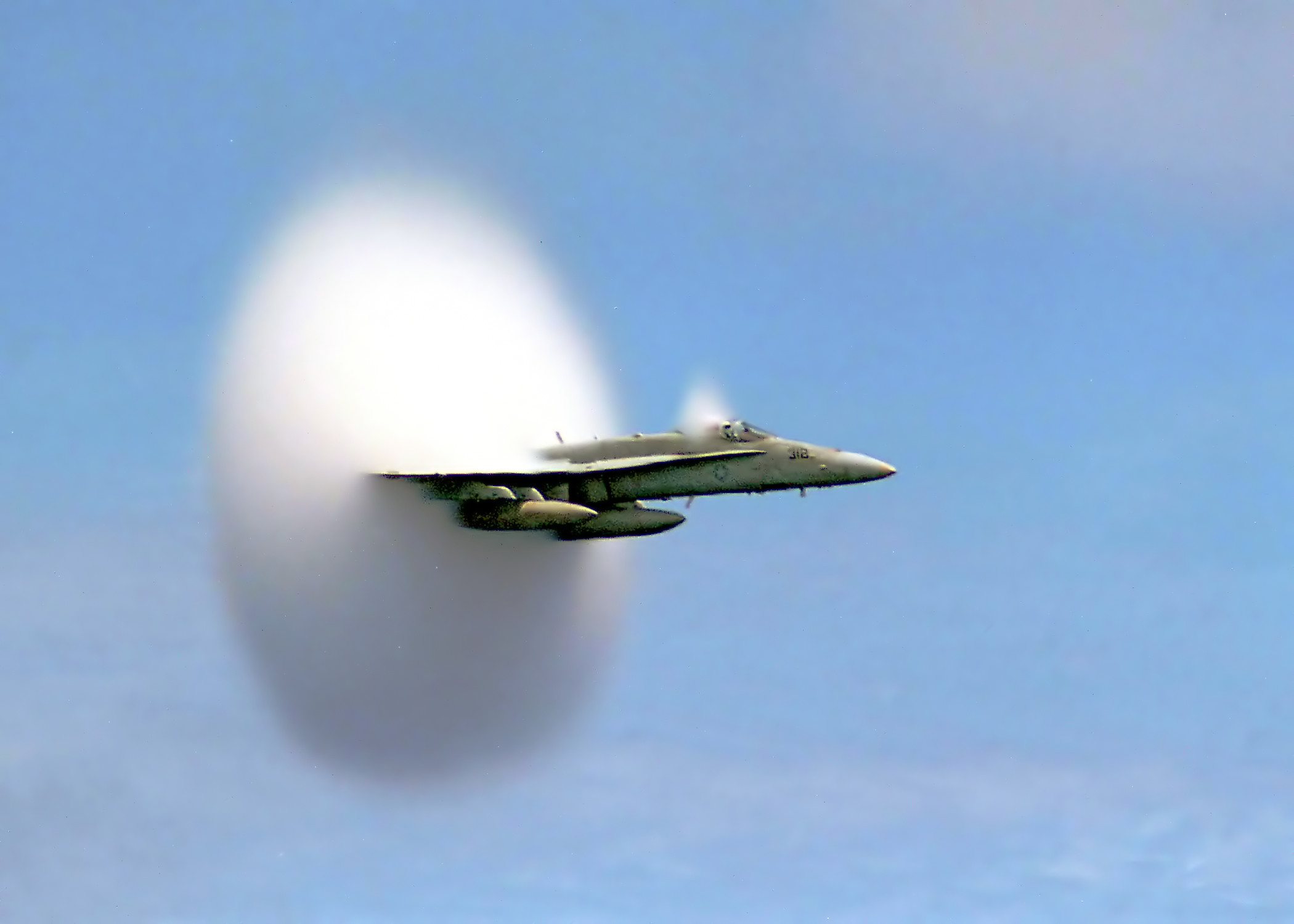
Een FA-18 Hornet gaat in 1999 door de geluidsbarrière

Het machgetal (Ma of M), vernoemd naar de Oostenrijkse natuurkundige en filosoof Ernst Mach, is een dimensieloze grootheid van relatieve snelheid.

## Definitie
Het wordt gedefinieerd als de verhouding tussen de snelheid van een object ten opzichte van het fluïdum waarin het beweegt en de lokale snelheid van het geluid in datzelfde fluïdum:
{\displaystyle M={\frac {v_{o}}{v_{s}}}}
Hierin is
- {\displaystyle M} het machgetal.

- {\displaystyle v_{o}} de snelheid van een object ten opzichte van het onverstoorde medium (relatieve snelheid). In het geval van lucht is de relatieve snelheid van een object met een grondsnelheid van 300 m/s maar met 10 m/s tegenwind gelijk aan 310 m/s; met 10 m/s meewind is de relatieve snelheid gelijk aan 290 m/s.

- {\displaystyle v_{s}} de snelheid van het geluid in het medium.

Merk op dat {\displaystyle v_{o}} en {\displaystyle v_{s}} in dezelfde eenheid uitgedrukt moeten worden (meter per seconde in SI-eenheden).
Mach 1 (genoteerd als M=1) is een snelheid die precies gelijk is aan de lokale geluidssnelheid in het fluïdum, mach 2 is tweemaal de geluidssnelheid etc.
De geluidssnelheid stijgt als de temperatuur stijgt van het fluïdum. De werkelijke snelheid van een object met een gegeven machgetal, hangt dus af van de temperatuur van het fluïdum.

## Gebruik in de luchtvaart
Het machgetal wordt vaak gebruikt om de snelheid van vliegtuigen aan te geven. Bij standaardomstandigheden (op zeeniveau: luchtdruk 1013,25 hPa, en temperatuur 15 graden Celsius) is de geluidssnelheid in lucht ongeveer 340,17 m/s of 1224 km/h. Deze snelheid verandert met de vlieghoogte, vanwege de temperatuursverschillen in de atmosfeer. Op 11.000 meter hoogte is de snelheid van een vliegtuig met machgetal M=1 ca. 295 m/s of 1062 km/h tegenover 1224 km/h op zeeniveau.
Vliegtuigen worden, afhankelijk van de te bereiken snelheid, aangeduid als:
| Subsonisch   | M < 1         |
| Sonisch      | M = 1         |
| Supersonisch | M > 1         |
| Transsonisch | 0,8 < M < 1,3 |
| Hypersonisch | M > 5         |

Bij transsonische snelheid beweegt het vliegtuig met een snelheid in de orde van grootte van de geluidssnelheid. In de omringende lucht ontstaan lokaal zowel subsonische als supersonische gebieden. Dit veroorzaakt kleine schokken die de beheersbaarheid van het vliegtuig kunnen aantasten.
Als een vliegtuig de snelheid van mach 1 overschrijdt, zegt men wel dat het "door de geluidsbarrière gaat". Een groot drukverschil wordt gevormd net voor de neus van het vliegtuig, doordat de opgebouwde druk minder snel kan wegstromen dan het vliegtuig naar voren vliegt. Dit drukverschil wordt een schokgolf genoemd. De schokgolf verspreidt zich in alle richtingen, maar doordat het vliegtuig doorvliegt wordt de schokgolf naar voren verder voortgezet, zodat een kegelvormige golf ontstaat rond het vliegtuig. Op de grond is de schokgolf hoorbaar als de supersonische knal. Een persoon in het vliegtuig zal deze knal meestal niet horen (de schokgolf blijft voor het vliegtuig).
Bij hypersonische snelheden kan het oppervlak van het vliegtuig zeer heet worden vanwege de wrijving met de lucht.
De snelheid van een vliegtuig wordt in de dagelijkse praktijk van de luchtvaart uitgedrukt in een machgetal als het zich op een vlieghoogte van minimaal 25.000 voet (7,5 km) bevindt. Op geringere hoogten wordt de snelheid meestal uitgedrukt in knopen.
De Concorde en de Tupolev Tu-144 waren supersonische passagiersvliegtuigen.
De Boeing X-51 bereikte bijna hypersonische snelheden. Om dit soort snelheden te kunnen bereiken dienen unieke technische uitdagingen overwonnen te worden met betrekking tot hitte en druk. Het is wel vergeleken met het aansteken en brandend houden van een lucifer in een orkaan. De voortstuwing is mogelijk door gebruik te maken van een scramjet.
Op 26 mei 2010 heeft de X-51A Waverider ruim drie minuten lang bijna een hypersonische snelheid bereikt voor de kust van Zuid-Californië. Het toestel werd gelanceerd door een B-52 Stratofortress en bereikte circa mach 4,8, waarna het 200 seconden autonoom vloog voordat het snelheid begon te verliezen.
De Waverider werd voor de US Air Force gebouwd door Pratt & Whitney Rocketdyne en Boeing. De luchtmacht beschikt over vier testexemplaren.

## Berekening van het machgetal
De lokale geluidssnelheid wordt berekend met:
{\displaystyle c={\sqrt {\gamma {\frac {RT}{M}}}}}
Hierin is:
{\displaystyle \gamma ={\frac {C_{p}}{C_{v}}}} de verhouding van de soortelijke warmte bij constante druk met de soortelijke warmte bij constant volume;
{\displaystyle R} de ideale gasconstante (8,3145 J/(mol K));
{\displaystyle T} de absolute temperatuur in kelvin;
{\displaystyle M} de molaire massa van het gas (in kg/mol).
In de aerodynamica wordt deze vergelijking vaak vereenvoudigd tot:
{\displaystyle c={\sqrt {\gamma RT}}}
Hierin is {\displaystyle R} de gascontante van lucht (287,05 J/(kg K)).
In de standaardatmosfeer, met een temperatuur van 288,15 K en een specifieke-warmteverhouding van 1,4 komt dit neer op 340,03 m/s (= 1224 km/u).
De geluidssnelheid voor lucht kan, bij temperaturen rond de standaardtemperatuur van 15 °C benaderd worden met:
{\displaystyle v_{s}=331{,}3+(0{,}606\cdot t)}
waarin {\displaystyle t} de temperatuur in graden Celsius (°C) is.
Archimedes ·
Atwood ·
Bagnold ·
Bejan ·
Biot ·
Bond ·
Brinkman ·
capillair getal ·
Cauchy ·
Damköhler ·
Darcy ·
Dean ·
Deborah ·
Eckert ·
Ekman ·
Eötvös ·
Euler ·
Froude ·
Galilei ·
Graetz ·
Grashof ·
Görtler ·
Hagen ·
Iribarren ·
Keulegan-Carpenter ·
Knudsen ·
Laplace ·
Lewis ·
Mach ·
Marangoni ·
Morton ·
Nusselt ·
Ohnesorge ·
Péclet ·
Prandtl ·
Rayleigh ·
Reynolds ·
Richardson ·
Roshko ·
Rossby ·
Rouse ·
Schmidt ·
Sherwood ·
Shields ·
Stanton ·
Stokes ·
Strouhal ·
Stuart ·
Suratman ·
Taylor ·
Ursell ·
Weber ·
Weissenberg ·
Womersley